# Laevistrombus
Laevistrombus é um gênero de caracóis marinhos, moluscos gastrópodes marinhos pertencentes à família Strombidae.

## Taxonomia
O táxon Laevistrombus foi introduzido na literatura como subgênero de Strombus por Tetsuaki Kira (1955) na terceira impressão da 1ª edição de Coloured Illustrations of the Shells of Japan (Ilustrações Coloridas das Conchas do Japão, em tradução livre). Inicialmente, o gênero abrangia duas espécies, Strombus (Laevistrombus) canarium e Strombus (L.) isabella Lamarck, 1822. Nenhuma espécie-tipo foi designada orignalmente, e Kira não deu nenhuma descrição formal ou declaração de diferenciação, como exigido pelo código ICZN para validar o nome. Em uma versão posterior do livro, Laevistrombus foi elevado ao nível do gênero, mas ainda faltava uma descrição. Rüdiger Bieler e Richard Petit (1996) consideraram-no nomen nudum, e a autoria foi transferida para Robert Tucker Abbott (1960), que forneceu uma descrição e ilustrações apropriadas de Laevistrombus e especificou uma espécie-tipo, Strombus canarium L., no primeiro volume de sua monografia Indo-Pacific Mollusca. A classificação atualmente aceita foi proposta por Sepkoski (2002), que elevou o Laevistrombus ao nível do gênero com base em dados paleontológicos.

## Espécies
Espécies viventes do gênero Laevistrombus incluem:
- Laevistrombus canarium (Linnaeus, 1758)
- Laevistrombus turturella (Röding, 1798)